# Мураталін Іскендер Садикович
Іскендер Садикович Мураталін (24 січня 1935, село Джани-Чек (Арашан), тепер Аламудунського району Чуйської області, Киргизстан — 25 лютого 2007, місто Бішкек, Киргизстан) — киргизький радянський діяч, 1-й секретар Наринського обкому КП Киргизії, голова Державного комітету з охорони природи Киргизької РСР (Киргизької Республіки). Депутат Верховної ради Киргизької РСР 9—10-го та 12-го скликань. Депутат Верховної ради СРСР 11-го скликання (в 1986—1989 роках). 

## Життєпис
Народився в селянській родині.
У 1958 році закінчив Московську сільськогосподарську академію імені Леніна.
З 1958 року — головний агроном кінного заводу № 113 Таласького району; головний агроном тресту овочівницьких радгоспів Міністерства виробництва і заготівель сільськогосподарських продуктів Киргизької РСР; старший референт Ради міністрів Киргизької РСР; директор навчально-дослідного господарства Киргизького сільськогосподарського інституту імені Скрябіна.
Член КПРС з 1960 року.
До 1975 року — голова виконавчого комітету Кіровської районної ради депутатів трудящих Киргизької РСР.
У 1975 — лютому 1979 року — 1-й секретар Кіровського районного комітету КП Киргизії.
У лютому 1979 — липні 1983 року — завідувач сільськогосподарського відділу ЦК КП Киргизії. У липні 1983 — грудні 1985 року — завідувач відділу сільського господарства та харчової промисловості ЦК КП Киргизії.
23 грудня 1985 — 5 жовтня 1988 року — 1-й секретар Наринського обласного комітету КП Киргизії.
У жовтні 1988—1996 роках — голова Державного комітету з охорони природи Киргизької РСР (з січня 1991 року — Киргизької Республіки).
З 1996 року — персональний пенсіонер.
Помер 25 лютого 2007 року.

## Нагороди та звання
- орден Трудового Червоного Прапора
- орден Дружби народів
- два ордени «Знак Пошани»
- пам'ятна золота медаль «Манас-1000» (Киргизстан) (1995)
- медалі
- Заслужений працівник сільського господарства Киргизької Республіки